# Isaac Thomas Thornycroft
Isaac Thomas Thornycroft (Brentford, Londres, 22 de novembre de 1881 – Basingstoke, Hampshire, 6 de juny de 1955) va ser un esportista anglès que disputà els Jocs Olímpics de Londres de 1908. En ells guanyà dues medalles d'or en la competició de motonàutica, en la Classe B i Classe C, formant part de la tripulació del Gyrinus junt a John Field-Richards i Bernard Boverton Redwood.